# John Primer
John Primer é um cantor e guitarrista estadunidense de blues.

## Biografia
John Primer nasceu em 3 de março de 1945, na pequena cidade de Camden, Mississippi. Aos 8 anos começou a tocar influenciado por Jimmy Reed, Muddy Waters, Little Milton, Elmore James, BB King e Albert King. Sua formação musical foi enriquecida com os spirituals e gospels cantados na igreja. Aos 18 anos decidiu estabelecer-se em Chicago e tentar a sorte no mundo competitivo do blues. À vontade nos clubes do West e South Side, John liderou uma banda que combinava blues, soul e R & B, de 1963 até 1974. Nos próximos 5 anos, tocou com Junior Wells, Buddy Guy, James Cotton, Lonnie Brooks, Smokey Smothers, Sammy Lawhorn e praticamente todos os bluesmen da Windy City (Chicago).
Em 1979, o grande Willie Dixon - compositor, baixista e caçador de talentos em inúmeras sessões para Chess Records - convidou John Primer para fazer parte da All Stars, com quem excursionou pelos Estados Unidos, México e Europa. Pouco depois de um ano na estrada, Muddy Waters recrutou-o como guitarrista, onde permaneceu até a morte de Muddy em 1983. Durante a visita dos Rolling Stones ao Estúdio Checkerboard em Chicago, para prestar homenagem ao responsável pelo nome da banda, nota-se o jovem John Primer com uma guitarra telecaster, atrás do eufórico Mick Jagger.
Durante os próximos 13 anos, John fez parte da Teardrops, banda que acompanhou Magic Slim no lendário circuito de Chicago. Neste período, Magic Slim e sua Teardrops eram conhecidos como o grupo que mais tocava. Com a Teardrops, John Primer solidificou sua reputação como uma das grandes promessas do blues, sempre ocupando um lugar de destaque em seus shows.
A partir de meados dos anos 90, John dedicou-se a sua carreira solo, formando a The Real Deal Blues Band, banda que lançou 14 álbuns até agora para selos como Wolf Records, Earwig, Telarc, y Code Blue, subsidiária da Warner. Em seu mais recente trabalho, All Originals (lançado pela sua própria gravadora, Blue House Productions ), John foi descoberto como um grande compositor, permanecendo na linha de seus mentores: Willie Dixon, Muddy Waters, Elmore James e Magic Slim.
Nas últimas três décadas, John também tocou em inúmeras sessões como guitarrista e/ou produtor dos discos de Jimmy Rogers, Little Milton, Hubert Sumlin, Phil Guy, Lurrie Bell, James Cotton, Pinetop Perkins, Big Jack Johnson, Sunnyland Slim, Nick Holt, Valerie Wellington, Willie Kent, Jerry "Boogie " McCain, Little Mack Simmons, LV Banks, Big Wheeler, Byther Smith, Lester Davenport, Louis Myers, Otis Smokey Smothers, Alabama Júnior Pettis, Bonnie Lee, Andrew "Big Voice" Odom, Carl Weathersby, Willie Buck, Jesse Thomas, Matthew Skoller, Vance Kelly, Big Mamma Thornton, Shirley Johnson, Johnny Laws, Big Daddy Kinsey , Eddie Shaw entre outros .
Em fevereiro de 2009, John foi indicado ao Grammy de blues tradicional por sua participação no "Chicago Blues: A Living History”. Ganhou o prêmio dos críticos da revista Living Blues como "Artista Masculino do Ano" onde também foi capa do número #205 da revista. Nos últimos Blues Music Awards, John recebeu indicações para "Artista tradicional de blues", e uma dupla nomeação para "Álbum Tradicional" e álbum do ano ("All Originals" e "Chicago Blues"). O disco "All Originals" também foi classificado entre os 20 melhores CDs (de blues) da década no 40 º aniversário da revista Living Blues.
Em meados de 2012, a publicação de seu novo álbum “Blues On Solid Ground” recebeu elogios e uma cobertura significativa da mídia em revistas, juntamente com novas nomeações para Blues Music Awards na categoria "Album Acústico" e novamente como "Artista tradicional". No início de 2013, o selo Delta Groove lançou "Knockin 'Around These Blues", um álbum que confirma mais uma vez a ênfase dada a John Primer no Chicago Blues. Em 2013, John Primer foi anunciado no Blues Hall of Fame, uma honra reservada apenas para as maiores figuras do gênero. Em 2014, o bluesman foi nomeado pelo Blues Music Awards como "Melhor Artista Masculino de Blues Tradicional" e "Melhor Guitarrista".
John Primer já esteve diversas vezes no Brasil, sendo a mais recente em 2014 na turnê intitulada “The Real Deal – Brazilian Tour 2014”, ocasião na qual foi acompanhado pela banda gaúcha Uranius Blues em São Paulo, Porto Alegre, Caxias do Sul, Novo Hamburgo e Botucatu.